# アンセルム・ペイアン
アンセルム・ペイアン（パヤン、Anselme Payen [pa.jɛ̃], 1795年1月6日パリ - 1871年5月12日 パリ）は、ジアスターゼ酵素とセルロースを初めて発見したフランス人化学者である。フランス科学アカデミーのメンバー。

## 生涯
13歳の頃、弁護士でアンモニウム塩等の製造工場を創業した父ジャン=バティストから化学の手ほどきを受け、後にエコール・ポリテクニークでミシェル＝ウジェーヌ・シュヴルール、ルイ＝ニコラ・ヴォークラン等の化学者達から化学を教わった。
23歳の時に、父親からホウ砂精製工場を任された。当時、ホウ砂はオランダが東インドから輸入して市場を独占していた。そこでペイアンは、ホウ酸からホウ砂を製造する方法を確立し、オランダの販売額の3分の１で販売することに成功し市場を独占した。
1820年に、父が亡くなり、息子であるペイアンが家族の大黒柱となった。ペイアンは、砂糖大根から砂糖を精製する工場に興味を持った。1822年に、活性炭を使って脱色する手法を編み出し、以降この手法が広まった。ペイアンによる砂糖製造の改善は、世界の砂糖生産におけるサトウキビから砂糖大根へのシフトを加速させた。
1833年、麦芽抽出液からデンプンをグルコースに分解する酵素を分離した。この酵素をペイアンは「切り離す」を意味するギリシャ語から「ジアスターゼ」と命名した。これ以降、酵素の接尾辞に「-ase」が使われるようになった。
1834年、木材の化学組成を勉強し、植物の細胞壁からセルロースを単離した。以降、炭水化物の接尾辞に「-ose」が使われるようになった。
1835年、ビジネスを捨て、その後の人生を研究に捧げた。フランス国立工芸院やエコール・サントラル・パリなどの教授となる。フランス科学アカデミー のメンバーとして、いくつもの論文を残している。